# Soldatenzopf

Englische Karikatur eines hessischen Grenadiers mit langem Soldatenzopf preußischen Musters, 1778

Der Soldatenzopf war prägender Teil der militärischen Haartracht des 18. und frühen 19. Jahrhunderts.

## Ursprünge
An der Wende vom 17. zum 18. Jahrhundert trugen Soldaten europäischer Heere das Haar für gewöhnlich lang und offen, die zumeist adligen Offiziere hingegen als standesgemäß geltende Allongeperücken. Die Frisuren waren noch nicht durch Vorschriften reglementiert, was unter anderem darauf zurückzuführen ist, dass die Idee eines möglichst einheitlichen Erscheinungsbildes aller Angehörigen einer Armee noch recht neu und keinesfalls allgemein als erstrebenswertes Ideal akzeptiert war. Es blieb auch in den Mannschaftsrängen dem Einzelnen überlassen, wie er seine Haare trug.
Die langen Haare zu Zöpfen zu binden bürgerte sich unter Mannschaften und Unteroffizieren in den ersten fünfzehn Jahren des 18. Jahrhunderts zunehmend ein. Dabei handelte es sich sowohl um eine Übernahme ziviler Gepflogenheiten – ihrerseits auf neuaufkommende Perückenmoden zurückgehend, bei denen das Haar im Nacken in einem Haarbeutel zusammengefasst wurde – als auch um pure Zweckmäßigkeit, da lange Haare beim Waffenexerzieren hinderlich sind.
Von etwa 1720 an wurden mit der zunehmenden Reglementierung des soldatischen Erscheinungsbildes und dem als immer wichtiger empfundenen dekorativen Effekt der Uniformierung auch die Frisuren der Soldaten Vorschriften unterworfen, die mehr oder weniger exakt die Haartracht im alltäglichen Dienst und zu besonderen Anlässen regelten. Der Zopf in seinen unterschiedlichen Varianten wurde hierbei zur militärischen Standardhaartracht in allen europäischen Staaten.

## Ausformungen
Seine bekannteste und zugleich extreme Form erhielt der Soldatenzopf in Preußen sowie den Staaten des Heiligen Römischen Reiches, die dem preußischen Vorbild bei der Uniformierung folgten. König Friedrich Wilhelm I., der sämtliche Aspekte der üppigen französischen Mode verabscheute, befahl nach seinem Regierungsantritt 1713 einen radikalen Wechsel im Uniformstil, der von Militärhistorikern gelegentlich als Altpreußischer Stilbruch bezeichnet wird. Zur nüchternen neuen Uniformierung gehörten die streng reglementierten Frisuren, bei denen die Haare straff nach hinten gekämmt und eng mit schwarzem Seidenband umwickelt zu einem Zopf gebunden wurden, der 56 Zentimeter lang war und bis zur Taille reichte. Zu Paraden und zeremoniellen Anlässen wurde das Haar, das seitlich in je nach Regiment verschieden geformte und gleichfalls exakt reglementierte Locken gedreht war, weiß gepudert. Dieser Soldatenzopf war für Offiziere wie für Mannschaften verbindlich und wurde für die nächsten Jahrzehnte prägend für das Erscheinungsbild der preußischen Armee, wenn er auch unter den Nachfolgern Friedrichs des Großen kürzer wurde und 1806 schließlich nur noch über den Kragen reichte.
In England wurden bis 1751 die langen Haare der Soldaten zu einem Zopf geflochten, der dann hochgesteckt und unter der Kopfbedeckung verborgen wurde, so dass es wirkte, als trügen die Männer das Haar kurz. Nur gentlemen troopers – Angehörige von Gardeeinheiten, die als besonders vornehm galten – durften unabhängig vom Dienstgrad freiherabhängende Zöpfe tragen. Nach 1751 wurde der Zopf von allen Einheiten frei getragen, seine Form war jedoch nur locker reglementiert. Bei der Linieninfanterie waren geflochtene Zöpfe recht verbreitet, während es in der leichten Infanterie eine Vorliebe für stramm mit schwarzem Band umwickelte Zöpfe gab. Der lange Zopf des preußischen Typs war nicht sehr populär; man kannte ihn vorwiegend von den auf preußische Weise uniformierten hessischen Truppen, die unter britischer Flagge in Nordamerika kämpften; entsprechend wurde er gelegentlich als Hessian tail bezeichnet. So beschrieb der spätere britische König Wilhelm IV. den jungen Horatio Nelson 1783 folgendermaßen: … his lank unpowdered hair was tied in a stiff Hessian tail, of an extraordinary length.
In Frankreich war der Zopf zur vorschriftsmäßigen Frisur geworden, jedoch nur locker durch Vorschriften reglementiert. Ebenso verhielt es sich in der Mehrzahl der europäischen Staaten.
Im Russischen Reich wurden nach dem Siebenjährigen Krieg zahlreiche Elemente der preußischen Uniformierung übernommen, darunter auch der lange Zopf, der die bis dahin getragenen kürzeren Zöpfe ersetzte. Mit der Einführung der Potemkin-Uniform verschwand der Soldatenzopf zehn Jahre lang ersatzlos zugunsten kurzgeschnittener Haare, wurde aber zusammen mit den Uniformen alten Stils von Zar Paul I., einem bedingungslosen Bewunderer des preußischen Militärs, 1796 wieder eingeführt. Nach der Ermordung Pauls 1801 verschwand der den Soldaten verhasste Zopf endgültig.

## Abschaffung

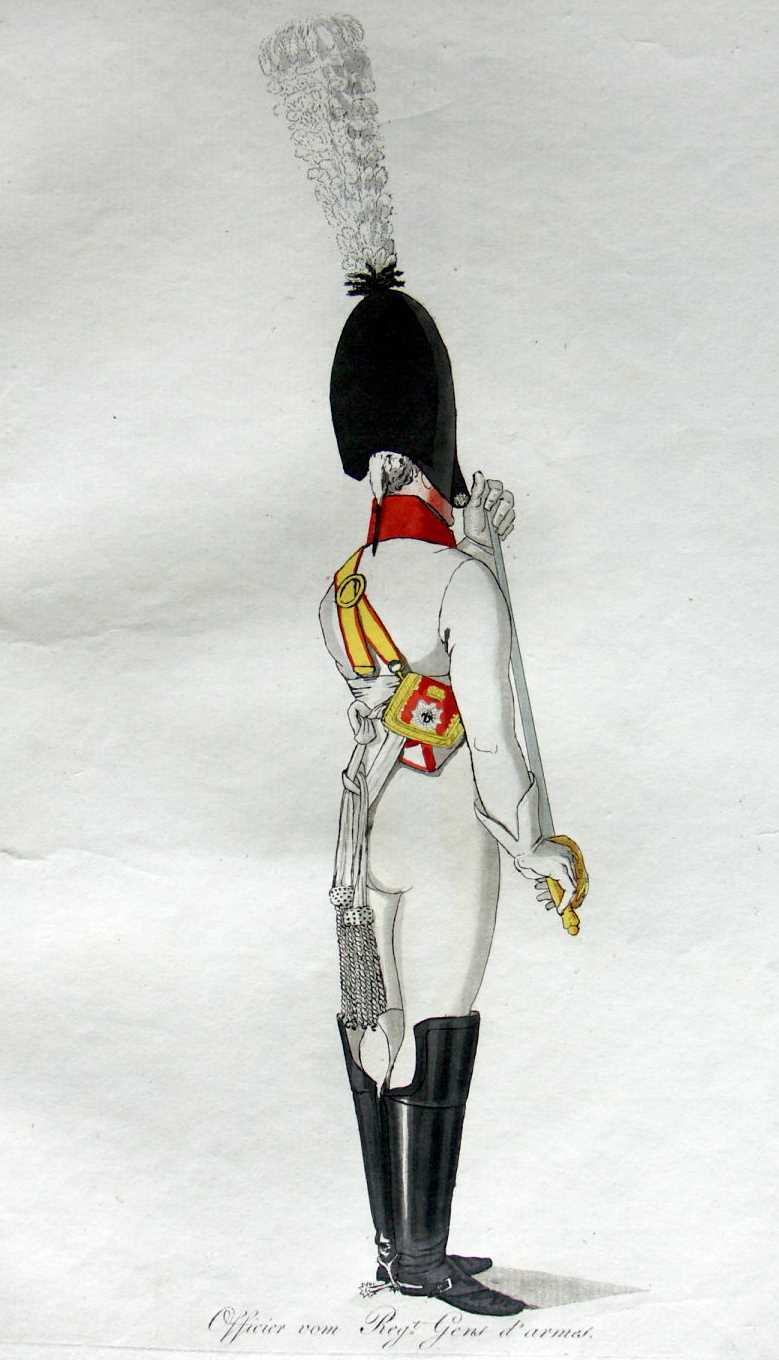
Offizier des Regiments Gensdarmes im Jahre 1806 mit dem preußischen Soldatenzopf in seiner letzten, kürzesten Form

Nach der Französischen Revolution verschwand der Zopf langsam aus der Zivilmode und galt bald als Ausdruck konservativer Gesinnung. Das Militär hielt jedoch in allen Staaten bis ins frühe 19. Jahrhundert an der Haartracht fest.
Im Frankreich der Revolutionsjahre verloren die auf dekorative Wirkung ausgerichteten Uniformvorschriften des Ancien Régime rasch ihre Bedeutung, obwohl sie nicht aufgehoben wurden. Der Zopf war theoretisch weiterhin die verpflichtende Haartracht aller Soldaten, wurde aber in der Praxis von offengetragenen oder der Zivilmode entsprechenden kurzen Haaren verdrängt und 1804 schließlich offiziell abgeschafft. Nur Napoleons Kaiserliche Garde durfte ihn beibehalten, als ausdrückliche Auszeichnung.

Der preußische Soldatenzopf wurde nach 1786 schrittweise verkürzt und verschwand infolge des Zusammenbruchs des Heeres 1807 völlig. Er galt als Symbol des Stillstands. Die im Oktober 1806 nach der Schlacht von Jena und Auerstedt geschlagenen Offiziere begrüßte Archenholz in seiner Zeitschrift Minerva mit den grimmig tröstenden Worten:

„Rückkehr der Helden in bürgerlicher Kleidung und ohne Zopf.
Gott sei's gedankt, daß noch so gut
Die lieben Herren weggekommen.
Hoch stand die Feder, hoch der Mut!
Nun Feder fort und Mut verglommen!
Heil blieben Haupt und Fuß und Kopf,
Denn Hieb und Schuß traf nur den Zopf.“

Allerdings wurden in Preußen die Haare bis 1812 zu Paraden weiterhin weiß gepudert.
In den meisten Armeen wurde der Soldatenzopf zwischen 1804 und 1807 abgeschafft. Es gab jedoch Ausnahmen. In Bayern etwa fiel der Zopf bei den Hartschieren erst 1825 weg. In Hessen-Kassel war der extrem konservativ gesinnte Kurfürst Wilhelm I. nach seiner Rückkehr 1813 bestrebt, das gesamte Land wieder in den Stand von 1806 zurückzuversetzen. Dazu gehörte auch, dass das Heer wieder den kurzen Zopf alten preußischen Musters tragen musste. Diese Maßnahme galt so sehr als Ausdruck reaktionärer obrigkeitlicher Haltung, dass auf dem Wartburgfest ein hessischer Soldatenzopf als eines der Symbole der Unterdrückung verbrannt wurde. Nach dem Tod des Kurfürsten 1821 wurde der Zopf in der Hessen-kasselschen Armee endgültig abgeschafft.
Unter anderem leitet sich aus der Abschaffung des Zopfes auch die Redewendung „Alte Zöpfe abschneiden“ her, die sich auf die Abkehr von veralteten Einrichtungen und Ideen bezieht.